# Klaus-Dieter Becker
Klaus-Dieter Becker (* 15. November 1935 in Saarbrücken) ist ein deutscher Mathematiker und Physiker in Saarbrücken.

## Leben
Becker besuchte das Realgymnasium in Völklingen. Nach dem Abitur studierte er ab dem Wintersemester 1955/56 an der Universität des Saarlandes Mathematik, Physik, Chemie und Philosophie. 1956 wurde er im Corps Frankonia-Prag zu Saarbrücken recipiert. Als Diplom-Mathematiker und Diplom-Physiker wurde er 1966 bei Gottfried Eckart mit der Dissertation Feldstärkeberechnungen für einen logarithmischen Oberflächenwellenleiter zum Dr. rer. nat. promoviert. Seit 1963 am Institut für Angewandte Physik und Elektrotechnik (Gottfried Eckart) tätig, habilitierte er sich im Dezember 1971 für Theoretische Elektrotechnik. 1972 wurde er zum Wissenschaftlichen Rat und Professor ernannt. Im Jahr darauf lehnte er einen Ruf nach Duisburg ab. Er blieb in Saarbrücken und engagierte sich in der Informationstechnischen Gesellschaft, der International Union of Radio Science und der Advisory Group for Aerospace Research and Development (AGARD) der NATO. 1977–1979 und 1996–1998 fungierte er als Prodekan seines Fachbereichs. Mit dem Fraunhofer-Institut für Zerstörungsfreie Prüfverfahren und dem Fraunhofer-Institut für Biomedizinische Technik pflegte eine enge Zusammenarbeit. Der Verband Deutscher Elektrotechniker ehrte ihn mit der silbernen Ehrennadel. Zum Ende des Wintersemesters 1998/99 trat er in den Ruhestand.

## Werke
- Theoretische Elektrotechnik – allgemeine Grundlagen (1982)
- Ausbreitung elektromagnetischer Wellen – Eine Einführung in die Theorie (1974).